# 河村さやか
河村 さやか（かわむら さやか、1985年〈昭和60年〉5月4日 - ）は、日本のキャスター。愛知県西春日井郡豊山町出身。K's Factory所属。かつてはウェザーニューズ、ギャラクシーオーシャンに所属していた。

## 人物
- 2007年 - ミス日本コンテストにて、ミス日本「海の日」受賞。
- 2007年7月16日 - サンシャインシティ噴水広場で行われた「2007年三愛水着ショー」にて、同年の三愛水着イメージガールだった木下優樹菜、同年の東レ水着キャンペーンガールだった澤山璃奈らと共演する[2]。
- 2008年3月 - 椙山女学園大学国際コミュニケーション学部卒業。
- 2008年4月 - 日本航空入社。客室乗務員を務める。
- 2010年12月 - ウェザーニューズキャスターオーディションにて、一般投票の末、合格（彼女の他に澤田南と佐伯拓也の計3人が新ウェザーニューズキャスターとなった）。
- 2011年2月8日 - ウェザーニューズキャスターとしての業務を開始。
- 同年3月時点でSOLiVE24の早朝の番組「SOLiVE トワイライト」をメインに活動。その他「ウェザーニュースUpdate」も務めている。
- 2015年9月15日のSOLiVEサンセットをもって、SOLiVE24を卒業した。
- 2016年2月18日、結婚したことをブログで報告した[3]。
- 2018年5月24日、第一子を出産。
- 2020年8月19日、第二子を出産[4]。

## これまでの担当番組
ウェザーニューズ
- 「SOLiVE トワイライト」(2011.2.8-2013.6.14)
- 「SOLiVE サンシャイン」(2011.2.11-2015.7.7)
- 「SOLiVE モーニング」(2011.6.8-2014.10.6)
- 「SOLiVE コーヒータイム」(2012.1.19-2015.9.10)
- 「SOLiVE サンセット」(2012.4.29-2015.9.15)
- 「SOLiVE アフタヌーン」(2014.10.25-2015.9.11)
- 「SOLiVE サタデー」(2011.10.22,11.5,2012.1.14,6.16,10.6,11.24)

ニコニコ生放送
- 「ニコニコウェザーニュース」(2013.11.30-2014.11.3)

## 過去の担当番組
ウェザーニューズ
- 「SOLiVE モーニング」（不定期、週5回、2011年2月 - 3月、2012年1月10日 - 2013年11月24日）
  - 2011年2月のデビューから3月末までは不定期で「SOLiVE サンシャイン」に週2回出演していたが、大澤が同年3月いっぱいでSOLiVEキャスターを卒業し、その穴埋めをトワイライトへ振り分けられることから同番組を降板。但し2011年7月17日は、横町藍とのシフト調整で本来担当予定だった「SOLiVE トワイライト」を「SOLiVE サンシャイン」に振り替える措置をとり、久々に出演した。
  - その後、2012年1月9日の番組改編に伴い、週1回出演だった「SOLiVE モーニング」を降板し「SOLiVE トワイライト」の出演回数も減少したが、代わって週1回「SOLiVE サンシャイン」のレギュラー出演に復帰、また「SOLiVE コーヒータイム」の週1回レギュラー出演となった。なお、「SOLiVE トワイライト」は2012年3月30日以降、江川清音が週5回出演となったため、捻出された分は他キャスターの休暇が一段落するまでの間「SOLiVE コーヒータイム」中心に振り分けられたが、同年5月中にある程度休暇を完了したため、「SOLiVE コーヒータイム」の出演は週2回から3回程度に増えていた。しかし、こちらも2012年9月24日実施の「SOLiVE24」改編実施に伴い、再び『SOLiVE トワイライト』と『SOLiVE モーニング』の定期出演に充てられた。
- 2011年9月23日・24日は、同期の澤田南が夏休み休暇のため「SOLiVE モーニング」を代行した[注 1]。
  - 同年10月10日は、今田の事由により通常月曜日に出演しない「SOLiVE モーニング」を原田健成と共に担当した。
- 2011年10月22日は、「SOLiVE トワイライト」に出演した後、同期の澤田南と「SOLiVE サタデー」へ出演した。河村のダブルヘッダー出演は、この日がデビュー以来初である。
- 2011年11月5日は、生年月日が全く一緒である山田泰葉と共に「SOLiVE サタデー」で初共演を果たした[5]。
- 2011年11月26日は、澤田が通常出演している『SOLiVE モーニング』が休日などのシフト調整で休演となり、同番組を代行した[注 2]。
- 2012年1月1日は、澤田・森田と『SOLiVE モーニング 初日の出特番』で共演した。なお、澤田との共演は前述にある2011年10月22日放送の『SOLiVE サタデー』以来2度目。
- 2012年3月30日から4月3日まで、休暇を兼ねて香港・マカオへの海外旅行へ行ったため、休演した[6]。
- 2012年4月8日と4月10日は、横町が休暇のため『SOLiVE コーヒータイム』を代行した[注 3]。
- 2012年4月29日は、山田・横町がそれぞれ他番組出演、また小野が休暇中で手配できなかったため、キャスター就任後初の『SOLiVE サンセット』に出演した。なお、5月19日及び26日は横町・小野が他番組出演かつ山田が休日のため手配不可となり、同様に出演した[注 4]。このうち26日については、3つ前の『SOLiVE サンシャイン』にも出演しており、7ヶ月ぶりの2番組掛け持ちとなった。
- 2012年5月22日は、澤田が休日、今田が「SOLiVE24全国ツアー」参加のため、『SOLiVE モーニング』を代行した[注 5]。
- 2012年6月2日は、小野が休暇、また横町・山田が他番組に出演して手配ができなかったため、『SOLiVE サンセット』を代行した。因みに、この土曜日における同番組出演は3週連続である。
- 2012年6月9日から11日にかけて、休暇で実家へ帰省したため番組を休演した。

## エピソード
澤田と同じく、河村もSOLiVE24の番組内で数多くのエピソードがある。以下はその例。
- 「Hot summer school」の一環として、2011年7月30日に「LOVE-1 festival」の中継を行なった[注 6]。
- 2011年12月22日開催の『ソラトモパーティー2011』後、そのまま直行して翌日23日の『SOLiVE トワイライト』に出演した。
- 2012年3月5日の『SOLiVE トワイライト』に出演した際には、キャビンアテンダント風の衣装をまとって出演した。これはスチュワーデスの日に合わせたことによるもので、また「Wake up ソラキャンバス」のお題でもそれに準じた内容だった[注 7]。